# 4517 Ralpharvey
4517 Ralpharvey је астероид главног астероидног појаса чија средња удаљеност од Сунца износи 2,157 астрономских јединица (АЈ).
Апсолутна магнитуда астероида је 13,4.